# Étienne Liebig
Pour les articles homonymes, voir Liebig.
 (décembre 2013).
Si vous disposez d'ouvrages ou d'articles de référence ou si vous connaissez des sites web de qualité traitant du thème abordé ici, merci de compléter l'article en donnant les références utiles à sa vérifiabilité et en les liant à la section « Notes et références ».
Étienne Liebig de son vrai nom Stéphane Maggi, né à Montreuil le 24 novembre 1955, est un éducateur, écrivain et musicien français.

## Biographie
Après avoir suivi des études d'éducateur et de saxophoniste (il pratique également le piano et l'accordéon), Étienne Liebig devient travailleur social et chercheur[réf. nécessaire] auprès des populations tsiganes pendant plus de vingt ans. Il travaille également auprès d'adolescents comme éducateur de rue dans des quartiers de Seine-Saint-Denis (Montreuil, Bagnolet et Noisy-le-Sec notamment). Il fait partie de plusieurs orchestres de jazz, tant au saxophone qu'au piano. Il se produit en France dans des festivals. 
En 2008, il s'associe au pianiste Jonathan Goyvaertz pour un duo. Il a composé et écrit un recueil de chansons pour enfants contre le sexisme (X=Y) chanté par Cécile Sarafis et produit par le mouvement du planning familial de la Seine-Saint-Denis. Il participe à de nombreux ouvrages collectifs sur les Roms ou sur l'éducation spécialisée en milieu ouvert.
Il est l'auteur d'une vingtaine de livres humoristiques, érotiques, de quatre pièces de théâtre jouées et de plusieurs livres de sociologie sur les jeunes, sur la banlieue ou sur les Roms, ainsi que sur l'art et sur la musique. 
Ses textes issus de son livre Les nouveaux cons sont également publiés dans des sites internet tels qu'Atlantico ; ils créent des polémiques entre internautes[réf. nécessaire]. Il participe à plusieurs publications dans des magazines spécialisés (Le Monde libertaire, Causette, Lien social, Kamikaze, Psikopat), a contribué au lancement du journal satirique Siné Hebdo et écrit des articles sur les Roms, sur la banlieue, sur les jeunes et sur les arts plastiques.
À partir de septembre 2010, Étienne Liebig écrit des rubriques pour le journal La Mèche soit à son nom, soit avec les pseudonymes de « KUB » et de « La femme fontaine ». Les fables de la femme fontaine illustrées par le jeune graphiste Flavien vaudront une certaine reconnaissance littéraire à son auteur et au dessinateur[réf. nécessaire]. En février 2011, il participe à la fondation du mensuel satirique Zelium avec quelques amis franco-belges. Il en est le conseiller artistique. À partir de septembre 2011, Étienne Liebig travaille pour le nouveau journal de Siné, Siné Mensuel.
Depuis mai 2009, Étienne Liebig participe aux Grandes Gueules de RMC, où il intervient en 2024 d'une à trois fois par semaine[réf. nécessaire].
Étienne Liebig est présent dans les médias, à la radio, dans les émissions de télévision (RMC, France Culture, France Info, RTL, Le grand journal) ainsi que dans les journaux (Magazine littéraire, Le Monde diplomatique, Lire, 100 romans érotiques indispensables, Le Monde Magazine, Le Nouvel Observateur, Le Point). Dans ses interventions radiophoniques, il manie la provocation et l'humour.
Il a une activité régulière de conférencier dans les domaines de l'art et de la musique, en relation avec son travail de chercheur[réf. nécessaire].
En 2017, il joue son propre rôle dans le film Satire dans la campagne de Marc Large et de Maxime Carsel.

## Discographie
- Réplique avec Antoine Maunoury
- Chantons contre le sexisme (paroles et musique avec Cécile Sarafis pour le MFPF)
- L'Ut final avec Jonathan Goyvaertz